# Godfrey Harold Hardy

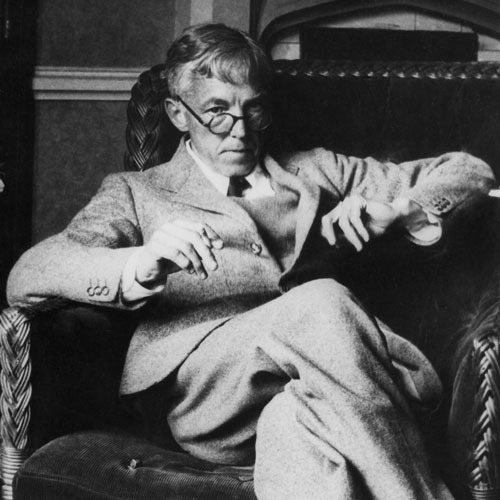
Godfrey Harold Hardy

Godfrey Harold Hardy (* 7. Februar 1877 in Cranleigh, Surrey; † 1. Dezember 1947 in Cambridge, England) war ein britischer Mathematiker. Seine Arbeitsgebiete waren Analysis und Zahlentheorie. Enge Freunde sprachen ihn mit „Harold“ an, aber sonst wird er allgemein „G. H. Hardy“ genannt.
Hardy war mit John Edensor Littlewood, mit dem er eine enge wissenschaftliche Zusammenarbeit einging, die beherrschende Gestalt der Mathematik in Großbritannien in der ersten Hälfte des 20. Jahrhunderts. In der englischsprachigen Welt ist er Nicht-Mathematikern durch seine Schrift A Mathematician's Apology (etwa: „Verteidigungsrede eines Mathematikers“) bekannt, einen Essay über die Schönheit der Mathematik. Sie gilt als eine der besten Darstellungen zur Arbeit professioneller Mathematiker, die sich an Laien wendet.
Seine Entdeckung von und spätere Zusammenarbeit mit dem indischen Mathematiker Srinivasa Ramanujan ist berühmt geworden. Hardy erkannte 1913 praktisch auf Anhieb Ramanujans außerordentliche, wenn auch bis dahin nicht geschulte Begabung. Als Hardy von Paul Erdős einmal gefragt wurde, worin sein größter Beitrag zur Mathematik bestehe, antwortete er, ohne zu zögern, es handele sich um die Entdeckung Ramanujans; er nannte sie „den einzigen romantischen Vorfall in meinem Leben“.

## Biographie
G. H. Hardy wurde am 7. Februar 1877 in Cranleigh in der Grafschaft Surrey südwestlich von London in eine Lehrerfamilie geboren. Sein Vater unterrichtete Geographie und Zeichnen, seine Mutter war stellvertretende Leiterin einer Lehrerausbildungsanstalt gewesen; beide Eltern zeigten mathematische Neigungen. Hardys Talent war bereits in jungen Jahren spürbar. Schon im Alter von zwei Jahren schrieb er Zahlen bis in den Millionen-Bereich auf, als älteres Kind beschäftigte er sich beim Kirchgang mit der Faktorzerlegung der Gesangbuchsnummern.
Nach seiner Schulzeit in Cranleigh erhielt Hardy 1890 im Alter von zwölf ein Stipendium für das Winchester College, damals die Schule mit dem besten Mathematik-Unterricht in England; anscheinend ist er an beiden Schulen in diesem Fach sogar immer einzeln unterrichtet worden. Er studierte ab 1896 am Trinity College in Cambridge. Nach nur zwei Jahren Vorbereitungszeit bestand er dort die berüchtigte Tripos-Prüfung als Vierter; Jahre später bemühte er sich, den Tripos abzuschaffen, da er seiner Meinung nach zum Selbstzweck verkommen war.
Als prägenden Einfluss in dieser Zeit nennt Hardy allerdings das Studium des Buchs Cours d'analyse de l'Ecole Polytechnique des französischen Mathematikers Camille Jordan, aus dem er die sehr viel präzisere Mathematik-Tradition von Kontinentaleuropa kennenlernte. Im Jahre 1900 wurde er Fellow des Trinity College und 1901 gewann er mit James Jeans den Smith-Preis. 1903 erhielt er den M.A., den damals höchsten akademischen Grad an englischen Universitäten; ab 1906 war er Dozent (lecturer) mit sechs Vorlesungsstunden pro Woche, was ihm reichlich Zeit zur Forschung ließ. Infolge der Bertrand-Russell-Affäre (Russell war Pazifist und ebenso wie Hardy entschiedener Kriegsgegner, verlor deshalb in Cambridge seine Fellowship des Trinity College und wurde später inhaftiert) verließ er Cambridge und wechselte 1919 als Geometrie-Professor (Savilian Chair of Geometry) an die Universität Oxford, wo er bis 1931 blieb. Danach kehrte er nach Cambridge zurück, wo er noch bis 1942 eine Professur innehatte. Ein Grund dafür war das höhere Ansehen, das Cambridge in der Mathematik genoss, aber auch (nach C. P. Snow), dass er im Gegensatz zu Oxford auch im Ruhestand weiter im College wohnen konnte.
Hardy war ein Cricket-Fan.

## Ehrungen
1910 wurde Hardy als Mitglied („Fellow“) in die Royal Society aufgenommen, die ihm 1920 die Royal Medal, 1940 die Sylvester-Medaille und 1947 die Copley-Medaille verlieh. 1921 wurde er in die Göttinger Akademie der Wissenschaften und in die American Academy of Arts and Sciences gewählt. Im Jahr 1925 wurde er zum Mitglied der Leopoldina, 1927 zum Mitglied der National Academy of Sciences und 1929 zum korrespondierenden Mitglied der Preußischen Akademie der Wissenschaften gewählt. Seit 1924 war er korrespondierendes und seit 1934 Ehrenmitglied der damaligen Sowjetischen Akademie der Wissenschaften. 1939 wurde er in die American Philosophical Society, 1945 in die Académie des sciences und 1946 als Ehrenmitglied (Honorary Fellow) in die Royal Society of Edinburgh aufgenommen.
Hardy war zweimal Präsident der London Mathematical Society.
Der Asteroid (24935) Godfreyhardy wurde nach ihm benannt.

## Werk
Hardys frühe, heute fast vergessene Arbeiten handeln von den Eigenschaften von Funktionen, die als bestimmte Integrale gegeben sind; später veröffentlichte er Beiträge zur Theorie der Integralgleichungen. Ab etwa 1906 begann seine Beschäftigung mit unendlichen Reihen, insbesondere Fourierreihen, dem Randverhalten von Potenzreihen und der Summation divergenter Reihen. Ab etwa 1912 kamen auch Ergebnisse auf dem Gebiet der Zahlentheorie hinzu, etwa zur diophantischen Approximation, über die Nullstellen der Zetafunktion (1914) und den Primzahlsatz (1915).
In diese Zeit fällt seine Zusammenarbeit mit dem indischen Naturtalent S. Ramanujan, den er entdeckt hatte und zu dessen durch Inspiration gefundene mathematische Sätze er exakte Beweise ausarbeitete. Daraus entstanden zum Beispiel eine asymptotische Formel für die Partitionsfunktion (mit dem Beginn der Kreismethode) und der Satz von Hardy und Ramanujan. Wesentlich ertragreicher und länger andauernd war aber seine Kooperation seit 1912 mit seinem Kollegen John Edensor Littlewood; beide zusammen wurden zu Namensgebern mehrerer Sätze und einer berühmten unbewiesenen Vermutung zur Verteilung von Primzahlen und einer zu Primzahlzwillingen und anderen Primzahlkonstellationen. Bleibende Bedeutung haben seine Arbeiten zur analytischen und additiven Zahlentheorie erlangt (z. B. Goldbachsche Vermutung, Waringsches Problem), da Hardy und Littlewood hier ab etwa 1917 eine neue Methode (sog. Kreismethode) verwendeten, die bis heute ein Standardverfahren darstellt.
Neben diesen großen Themen liegen auch viele kleinere Arbeiten vor, hauptsächlich zur Analysis. Etwa Mitte der 1930er-Jahre begann eine Phase von Buchpublikationen, die bis zu seinem Lebensende anhielt. Seine Lehrbücher über Zahlentheorie (mit Edward Maitland Wright), Ungleichungen (mit George Pólya und John Edensor Littlewood) und divergente Reihen werden heute noch verwendet. Seine gesammelten Werke liegen gedruckt vor.
Zu seinen Doktoranden zählen Irving Good, Sydney Chapman, Mary Cartwright, S. Ramanujan (als Bachelor-Abschluss für seine Forschung 1916, Ph. D. wurden in England erst ab etwa 1917 eingeführt), Edward Charles Titchmarsh, Donald Spencer, E. M. Wright, K. Ananda Rau, Lancelot Bosanquet, Richard Rado, Frank Smithies.

## Reine versus angewandte Mathematik
Hardy wird die Reform der britischen Mathematik zugeschrieben, in die er die in Kontinentaleuropa übliche strenge Begriffsklärung und Beweisführung einführte. Die britische Mathematik hatte zuvor lange nur noch vom Ansehen Isaac Newtons gezehrt und beschäftigte sich hauptsächlich mit angewandten Problemen. Hardy setzte die Tradition des französischen cours d'analyse dagegen und verfocht aggressiv eine „reine Mathematik“, womit er sich besonders von der in Cambridge betriebenen mathematischen Physik und angewandten Mathematik (zum Beispiel Hydrodynamik) absetzte.
Hardy bestand darauf, dass seine eigene Arbeit ausschließlich „reine Mathematik“ sei, was möglicherweise aus seiner Ablehnung aller militärischen Anwendung der Mathematik resultierte. In seiner 1940 geschriebenen A Mathematician's Apology betont er: „Ich habe nie etwas 'Nützliches' gemacht. Keine Entdeckung von mir hat je oder wird wahrscheinlich je, direkt oder indirekt, zum Guten oder Bösen einen Unterschied zum Wohlergehen der Welt machen.“ Allerdings hatte er eine eigenwillige Auffassung von „wahrer Mathematik“, zu der er wegen ihrer mathematischen Eleganz auch die Arbeiten von Einstein und Maxwell zählte.
Merkwürdigerweise hat aber eine relativ einfache Überlegung in einem Brief an den Herausgeber von Science gereicht, ihn unter Evolutionsbiologen dauerhaft bekannt zu machen. Diese Hardy-Weinberg-Regel, wonach die relative Häufigkeit der Allele in einem Genpool über die Generationen hinweg konstant bleibt, hat er unabhängig von Wilhelm Weinberg formuliert. So wurde ausgerechnet der Verächter aller angewandten Mathematik zum Begründer eines Zweigs der angewandten Mathematik, der Populationsgenetik. Abgesehen von der Hardy-Weinberg-Regel sollen einige seiner Ergebnisse aus der Zahlentheorie inzwischen auch in der Kryptographie Verwendung finden.

## Ansichten
Bereits in seiner Jugend war Hardy bekennender Atheist, später ging er so weit, dass er sich weigerte, bei formalen Anlässen die Universitätskapelle zu betreten. Nach Aussage von Littlewood war Hardy auch ein „nicht-praktizierender Homosexueller“. Diese Aussage wird jedoch von Robert Kanigel (siehe Literatur) relativiert, der darauf hinweist, dass das Universitätsleben in Cambridge und Oxford generell weitgehend frei von Frauen ablief. Jedenfalls heiratete Hardy nie und wurde in seinen letzten Lebensjahren von seiner Schwester betreut.
Während seiner Studienzeit trat Hardy der elitären Geheimgesellschaft Cambridge Apostles bei; später verkehrte er auch in der Bloomsbury-Gruppe. Er war mit G. E. Moore, Bertrand Russell, C. P. Snow und John Maynard Keynes befreundet. Zeitweise engagierte er sich auch politisch. So beteiligte er sich während des Ersten Weltkriegs an der Union of Democratic Control und in den späten 30er-Jahren an der Aktion For Intellectual Liberty. Seine einzige große Leidenschaft neben der Mathematik war jedoch Cricket, das er häufig lange Nachmittage von der Zuschauertribüne verfolgte. Vom Cricket sagte er, dass es das einzige Spiel sei, in dem man gleichzeitig gegen elf Spieler vom gegnerischen Team spielt und zehn Spieler des eigenen Teams.

## Anekdoten
Eines der von C. P. Snow im Vorwort zu A Mathematician‘s Apology gebrachten Zitate Hardys lautet: „Junge Männer sollten von sich überzeugt sein, haben aber keine Verpflichtung, sich schwachsinnig aufzuführen“ („Young men ought to be conceited, but they oughtn’t to be imbecile“). Hardy bezog sich hier auf einen jungen Mann, der ihm Finnegans Wake von James Joyce als größtes literarisches Werk aller Zeiten anpries. Von ähnlichen Erfahrungen berichtet Hardy in einer Anekdote: Eines Tages saß er einem Schuljungen im Zug gegenüber, der ein elementares Algebra-Schulbuch las. Aus Höflichkeit fragte er ihn nach seiner Lektüre, worauf er die herablassende Antwort erhielt: „Es ist höhere Mathematik, Sie würden das nicht verstehen“ („It’s advanced algebra, you won’t understand“).

## Aphorismen
“The mathematician's patterns, like the painter's or the poet's must be beautiful; the ideas, like the colours or the words must fit together in a harmonious way. Beauty is the first test: there is no permanent place in this world for ugly mathematics.”

„Die Muster des Mathematikers müssen wie die des Malers oder Dichters schön sein, die Ideen müssen wie Farben oder Worte in harmonischer Weise zusammenpassen. Schönheit ist das erste Kriterium: es gibt keinen Platz in dieser Welt für hässliche Mathematik.“

“A mathematician, like a painter or a poet, is a maker of patterns. If his patterns are more permanent than theirs, it is because they are made with ideas.”

„Ein Mathematiker erschafft – wie ein Maler oder ein Dichter – Muster. Wenn seine Muster dauerhafter sind, so liegt das daran, dass sie mit Ideen gemacht sind.“

“Sometimes one has to say difficult things, but one ought to say them as simply as one knows how.”

„Manchmal muss man schwierige Dinge sagen, aber man sollte sie so einfach sagen, wie man kann.“

“It is never worth a first class man's time to express a majority opinion. By definition, there are plenty of others to do that.”

„Für einen intelligenten Menschen ist es Zeitverschwendung, Mehrheitsmeinungen auszusprechen. Definitionsgemäß gibt es bereits genügend andere Leute dafür.“

“For any serious purpose, intelligence is a very minor gift.”

„Für jede ernste Sache ist Intelligenz eine sehr untergeordnete Gabe.“

## Schriften
- mit E. M. Wright Einführung in die Zahlentheorie. Oldenbourg 1958, engl. An introduction into the theory of numbers. 5. Auflage. Oxford 1993.
- A Mathematician's Apology. Cambridge University Press, Cambridge 2006, ISBN 0-521-42706-1 (enthält ein ausführliches Vorwort von C. P. Snow zum Leben G. H. Hardys, zuerst 1941).
- A course in pure mathematics. 10. Auflage. Cambridge 1960 (zuerst 1908).
- Collected papers. 7 Bde., Clarendon Press, Oxford 1966–1979.
- Divergent series. Oxford 1973.
- Fourier Series. 3. Auflage. Cambridge 1956.
- mit George Pólya, John Edensor Littlewood Inequalities. 1934.
- Orders of infinity. Cambridge 1924.
- Ramanujan – 12 lectures suggested by the subject of his life and work. Cambridge University Press (1940), sowie AMS (1999).